# Горалек, Карел
Карел Горалек (чеш. Karel Horálek; 4 ноября 1908, Райград, Австро-Венгрия — 26 августа 1992, Прага) — чешский и чехословацкий лингвист, литературовед и историк, фольклорист, текстолог, лексикограф, стиховед, педагог, профессор, доктор философии (1945), член-корреспондент Чехословацкой академии наук.
Один из ведущих чешских лингвистов второй половины XX века.
Знаток и специалист в области церковнославянского, славянских, русского и болгарского языков, балканист, поэзии, теории перевода, фольклорист, историк славянских народов.

## Биография
В 1935—1939 годах изучал чешский язык, философию и славянскую филологию на философском факультете Университета им. Яна Евангелиста Пуркини в Брно. С 1939 года работал ассистентом в альма матер.
После оккупации страны Германией и создания протектората Богемии и Моравии, в ходе борьбы с интеллигенцией Чехословакии Горалек был арестован и на шесть месяцев заключён в концентрационный лагерь Ораниенбург.
В 1946—1947 годах — доцент Карлова университета в Праге, с 1947 г. — профессор славянского языкознания. Занимал должность декана филологического факультета (1955—1959), заведующий факультета славистики (1951—1971). В 1956 году был избран членом — корреспондентом Чехословацкой академии наук, в 1972—1978 годах служил директором Института чешского языка при академии, научный консультант Института чешской и мировой литературы Чехословацкой академии наук.
Член Международной фольклорной комиссии, Комиссии по славянской истории при Международном комитете славистов. Член редакционных коллегий журналов «Slovo a slovesnost» «Слово и словесность» и «Slavia» («Славия»). В 1940—1945 годах участвовал в подготовке «Příručního slovníku jazyka českého» («Руководство по чешскому языку»), создал, отредактировал и опубликовал «Velký rusko-český slovník» («Большой русско-чешский словарь» (1952—1964 гг. в соавт. с Б. Гавранеком) и «Česko-ruský slovník» («Чешско-русский словарь», 1958 г. в соавт. с Л. Копецким).

## Избранная библиография
- Studie o slovanském verši, 1946
- Ruština — učebnice s L. V. Kopeckým a dalšími, 1947
- Význam Savviny knigy pro rekonstrukci staroslověnského překladu evangelia, 1948
- Staré veršované legendy a lidová tradice, 1948
- K dějinám tekstu staroslověnského evangelia, 1948
- Velký rusko-český slovník, 1952—1964, spolu s L. V. Kopeckým, B. Havránkem a kolektivem
- Základy staroslověnštiny, 1953
- O jazyce literárních děl Aloise Jiráska, 1953
- Evangeliáře a čtveroevangelia — Příspěvky k textové kritice a k dějinám staroslověnského překl. evangelia, 1954
- Přehled vývoje českého a slovenského verše, 1957
- Kapitoly z teorie překládání, 1957
- Úvod do studia slovanských jazyků, 1962
- Studie o slovanské lidové poezii, 1962
- Slovanské pohádky, 1964
- Pohádkoslovné studie, 1964
- Studie ze srovnávací folkloristiky, 1966
- Filosofie jazyka, 1967
- Základy slovanské metriky, 1977
- Folklór a světová literatura, 1979
- Studie o populární literatuře českého obrození, 1990

## Награды
- Орден Труда (Чехословакия) (1969)
- Орден «Кирилл и Мефодий»
- Серебряная почётная медаль им. Йосефа Добровского за заслуги в области филологических и философских наук (1968)
- Золотая почётная медаль им. Йосефа Добровского за заслуги в области филологических и философских наук (1983)